# DSA-621
La DSA-621 es una carretera perteneciente a la Red Secundaria de la Diputación Provincial de Salamanca que une la  DSA-620  con la localidad de Carbajosa de Armuña. También pasa por las localidades de Mozodiel del Camino y La Mata de Armuña.

## Origen y Destino
La carretera  DSA-621  tiene su origen en Monterrubio de Armuña en la intersección con la carretera  DSA-620 , y termina en el casco urbano de Carbajosa de Armuña formando parte de la Red de carreteras de Salamanca.